# 2011年哈萨克斯坦总统选举
2011年哈萨克斯坦总统选举本应在2012年举行，但是因故提前到2011年4月3日，原因為哈萨克斯坦议会接受动议小组的意见，准备就延长在任总统努尔苏丹·纳扎尔巴耶夫任期一事发起全民公决。纳扎尔巴耶夫表示不愿意开此不良先例，宣布提前进行总统大选，以避免全民公投。这次选举以纳扎尔巴耶夫得票95%赢得第四个总统任期而告终。选举的投票率达到了90%，欧洲安全与合作组织等批评选举缺乏透明度且不乏舞弊行为，而上海合作组织、俄罗斯中央选举委员会等却认为选举过程合法、公正及自由，没有出现违规现象。

## 背景
依照哈萨克斯坦宪法，本次选举应在2012年底举行。然而，2011年1月，主张延长努尔苏丹·纳扎尔巴耶夫总统任期的动议小组一周内征集到了5百万余签名。1月14日，哈萨克斯坦议会上下两院决定遵从选民意见，发起全民公决，修改宪法将纳扎尔巴耶夫的总统任期延长至2020年。如果修正案获得通过，接下来的两次总统选举均将取消。纳扎尔巴耶夫就此提请哈萨克斯坦宪法法院审议此举是否违反宪法。 1月31日，宪法法院院长表示议会提出的修正案违反宪法原则，因为修正案未说明延长任期是仅此一次还是长期有效，也没有明确全民公决是否可以完全替代总统选举。宪法法院院长表示如果修正案通过，将会给哈萨克斯坦社会带来混乱。根据哈萨克斯坦宪法，总统有权在一个月内驳回宪法法院的判决。纳扎尔巴耶夫在同日对全国的讲话中表示，基于国家利益，同时为将此作为遵守宪法的先例，建议取消全民公决，改为提前举行大选。 2月4日，纳扎尔巴耶夫正式签署总统令，宣布在2011年4月3日提前举行总统大选。
分析认为，纳扎尔巴耶夫提前总统大选，目的之一是避开2012年的美国总统大选和俄罗斯总统大选，从而避免两国对哈萨克斯坦的干扰，同时便于哈萨克斯坦提前做出调整，占据战略主动。

## 候选人
根据哈萨克斯坦法律，出生于哈萨克斯坦、年龄在40岁以上、熟练掌握哈萨克语、在哈萨克斯坦居住满15年的哈萨克斯坦公民，均有资格参选哈萨克斯坦总统。2007年的宪法修正案规定，总统任期为5年，最多连任两届，但是纳扎尔巴耶夫不在此限，可以无限制连任。
大选之前共有22人向哈萨克斯坦中央选举委员会递交了申请。候选人推举截止日期为2011年2月20日。22人中，3人为政党推举，1人为社会联合会推举，其余为自荐。候选人中包括多名失业人员、退休人员、家庭妇女、保安。候选人需要通过哈萨克语考试。考试包括短文写作、朗读、15分钟演讲三个部分，主持考试的委员会由五位大学教授组成。由于苏联时期推行的俄化政策，很多哈萨克斯坦人只会讲俄语。有分析指出，哈萨克语考试足以将50%的公民卡在门槛外，送纳扎尔巴耶夫的选举对手出局，是纳扎尔巴耶夫维护总统地位的手段。 22人中的8人因为缺乏哈萨克语知识或主动退出，先被淘汰出局。纳扎尔巴耶夫于2月11日登记参选，并于当日通过了语言考试，报道称其成绩优异。 然而，自由欧洲电台的报道称，纳扎尔巴耶夫在后来的就职典礼上宣誓时犯了八处语法错误，还有漏读、错读等错误。报道还指出，通过测试、进入投票阶段的的叶列乌西佐夫也不能熟练使用哈萨克语，卡瑟莫夫甚至只是知道为数不多的哈萨克语单词。
余下的14人获得了征集选民签名的机会。根据哈萨克斯坦选举法的规定，收集到91010份选民签名的候选人才有资格进入下一阶段。3月3日，哈萨克斯坦中央选举委员会公布，共有4名候选人进入最后投票阶段：
- 努尔苏丹·纳扎尔巴耶夫，时任总统

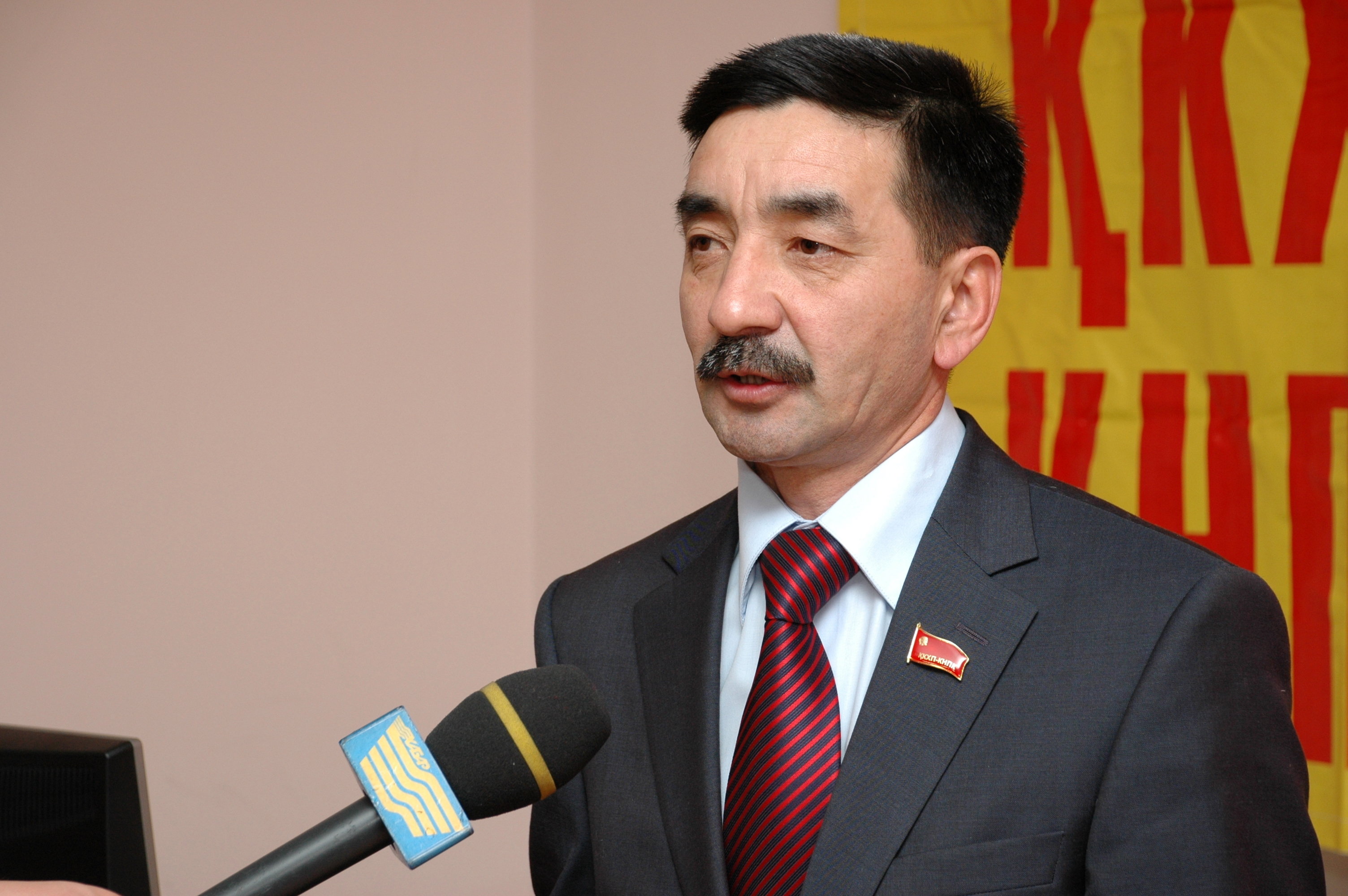
共产主义人民党中央委员会书记然贝尔·艾哈迈德别科夫

- 然贝尔·艾哈迈德别科夫，共产主义人民党中央委员会书记
- 加尼·卡瑟莫夫（英语：Gani Qasymov），爱国者党领袖
- 梅尔斯·叶列乌西佐夫，独立参选，生态学家

选前，媒体普遍认为选举毫无悬念，纳扎尔巴耶夫将轻松获得连任。其余三位候选人也都表示支持纳扎尔巴耶夫，他们参加总统大选，只是为了竞争副总统的职务。
纳扎尔巴耶夫宣布提前大选，使得哈萨克斯坦国内的反对派准备不足。哈萨克斯坦的社会民主自由党、共产党、前进党等反对党均未能推举候选人登记参选。部分反对派通过报纸、传单、网络等方式号召民众抵制投票。

## 预算
哈萨克斯坦政府为这次选举投入了47亿坚戈（约合3200万美元）的预算，比上一次总统大选的预算高出1160万美元。中央选举委员会称，增加的预算一部分源于通货膨胀，另一部分是据2009年选举法修正案的要求，为给选举工作人员增加的工资。 每位候选人将获得4.3万美元的竞选预算。

## 审查
自由欧洲电台等独立非政府组织报道，当年2月以来，哈萨克斯坦的审查制度明显增强。3月2日，自由欧洲电台报道其网站的访问遭到严重干扰，据称与哈萨克斯坦政府控制的电信业务服务商哈萨克电信、Nursat接到的命令有关。

## 监督
欧洲安全与合作组织向哈萨克斯坦派出了357名观察员，以观测选举的透明度。独联体派出426人，上海合作组织派出13人，20个国家受邀派出的观察员总计163人，其它国际组织派出的观察员100人，观察员的总人数达1059人。

## 选举舞弊

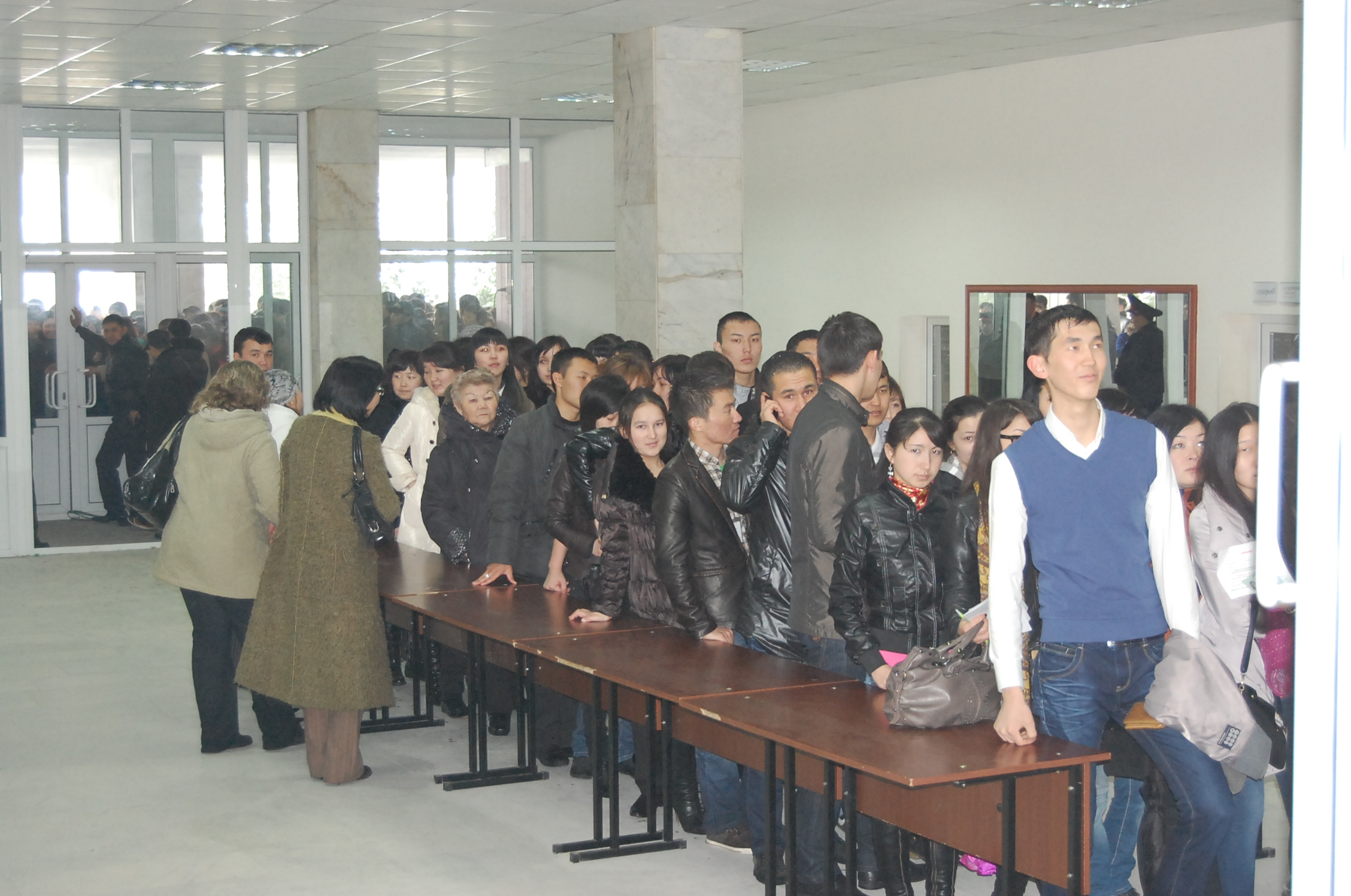
位于阿拉木图阿里法拉比国家大学的186号投票站，选民排队投票

欧洲安全与合作组织等机构的观察员报告了多种選舉舞弊，包括恐吓、做票等等。欧洲安全与合作组织收到很多选民遭到恐吓的报道，政府官员威胁学生、医生、军人参加投票。另外，欧洲安全与合作组织收到的报道还说，一些选民签名册上的笔体非常相近，一人投多票的现象也屡见不鲜。欧洲安全与合作组织总结称，选举不够透明，并未遵循正确的程序。还有报道说，选前哈萨克斯坦的大学生均遭到威胁，如果他们不投票，他们将被学校开除。阿拉木图阿里法拉比国家大学成千上万的大学生黎明时就去投票，批评人士认为这表明大学生受到了逼迫。

## 结果
| 候选人及党派                                     | 得票      | %      |
| ------------------------------------------------ | --------- | ------ |
| 努尔苏丹·纳扎尔巴耶夫 – 祖国之光                 | 7,850,958 | 95.55  |
| 加尼·卡瑟莫夫 – 爱国者党                         | 159,036   | 1.94   |
| 然贝尔·艾哈迈德别科夫 – 哈萨克斯坦共产主义人民党 | 111,924   | 1.36   |
| 梅尔斯·叶列乌西佐夫 – 独立参选                   | 94,452    | 1.15   |
| 总计 （投票率89.99%）                            | 8,216,370 | 100.00 |
| 来源: 哈萨克斯坦议会, 日报                       |           |        |

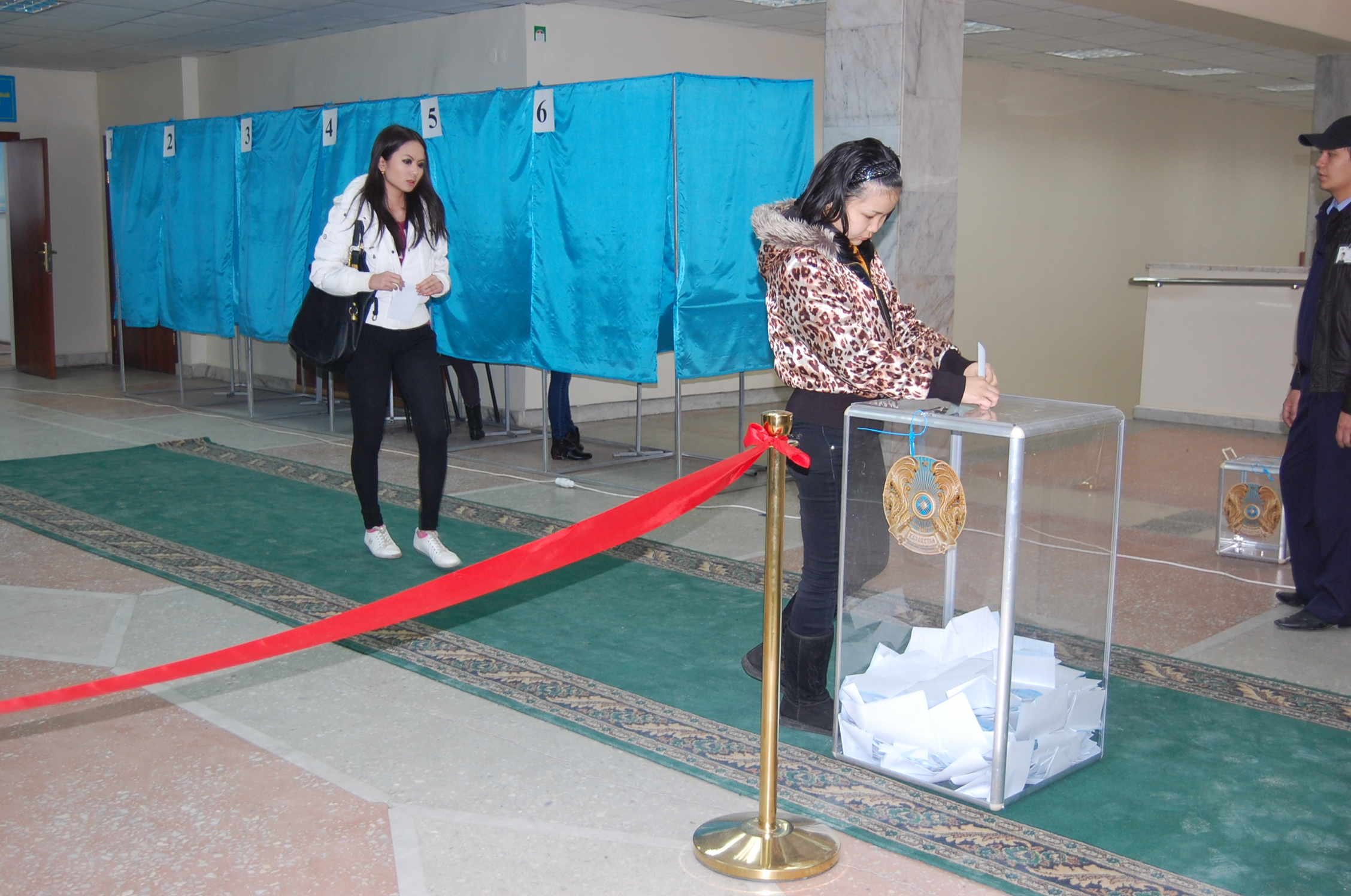
阿拉木图第186号投票站

这次选举，哈萨克斯坦在国内设有投票站9725个，哈萨克斯坦的35个驻外机构也设置了投票站。 选举在当地时间4月3日上午7时开始，3日20时结束，4日上午公布选举结果。据哈萨克斯坦法律规定，投票站应在12小时内完成计票。 选举的登记选民数为920万。选举法规定，得票达50%的候选人当选。选举的投票率接近90%。与之2005年的总统大选76.8%的投票率相比，增长不小。欧洲安全与合作组织派出的观察员也对如此高的投票率表示吃惊。

## 各方反应
欧洲安全与合作组织批评这次选举缺乏竞争，而且不够透明。欧洲安全与合作组织的负责人表示，哈萨克斯坦必须完善选举法，扩大媒体自由和集会自由。欧洲安全与合作组织的首席观察员称，这次选举暴露的问题与之前几次选举很相似，这次选举可以做得更好，并且应该做得更好。美国驻阿斯塔纳大使馆也赞同这一评价。
上海合作组织秘书长、吉尔吉斯斯坦人穆拉特别克·伊马纳利耶夫称选举符合预定程序，组织严密，没有发现任何违法违规形象，哈萨克斯坦和其他中亚民众都对此次选举的顺利举行感到满意。俄罗斯中央选举委员会的观察团也表示选举过程合法、公正、自由，选举工作人员表现守法、得宜。